# Cofana jedarfa
Cofana jedarfa  (лат.) — вид прыгающих насекомых рода Cofana из семейства цикадок (Cicadellidae). Африка (Уганда, Демократическая Республика Конго). Длина самцов — 7,3 мм, самок — 7,2—7,8 мм. Жёлтовато-коричневые цикадки с чёрными отметинами. Между оцеллиями расположено чёрное пятно. По пронотому проходит продольная тёмная линия. Питаются соками растений. Вид был впервые описан в 1979 году американским энтомологом Дэвидом Янгом (David Allan Young, 1915—1991).